# Plancy-l'Abbaye
Pour les articles homonymes, voir L'Abbaye et Plancy.
Plancy-l’Abbaye est une commune française, située dans le département de l'Aube en région Grand Est.

## Géographie

### Localisation
S'étirant sur la rive droite (ou nord) de l'Aube, le village est à mi-distance entre Anglure et Arcis-sur-Aube.

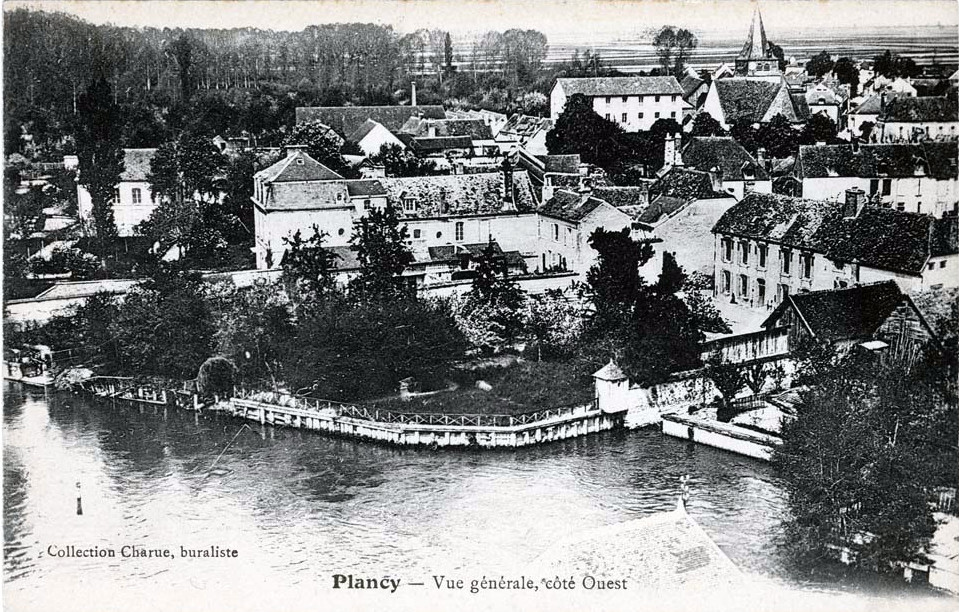
Panorama au début du XXe siècle

### Communes limitrophes
| Faux-Fresnay (Marne)        | Salon                   | Champfleury      |
| Courcemain (Marne) Boulages | Plancy-l'Abbaye         | Viâpres-le-Petit |
| Longueville-sur-Aube        | Charny-le-Bachot Rhèges | Bessy            |

### Lieux-dits et écarts
- À l'abbaye-sous-Plancy : le Gué, Mort Guillaume, la Motte-aux-Thibauts, Notre-Dame-de-Bon-Secours, la Perthe, Riverolle, Saint-Martin, Saint-Victor sur un cadastre non daté.
- les Bordes, la Caroline, les Chatelliers, Châtillon la Clairotte, les Crouillères, la Franchise, la Grange-des-Champs, la Maladière, les Marais, le Petit-Bois, au cadastre de 1810.
- À Viâpre en 1810, l'écriture était Viâpre et avait comme écarts : la Folie, le Moulin-à-Vent.

### Hydrographie
La commune est dans la région hydrographique « la Seine de sa source au confluent de l'Oise (exclu) » au sein du bassin Seine-Normandie. Elle est drainée par l'Aube, un bras de l'Aube, un bras de l'Aube, un bras de l'Aube, un bras de l'Aube, un bras de l'Aube, un bras de l'Aube, un bras de l'Aube, un bras de l'Aube, un bras de l'Aube, un bras de l'Aube, le Fossé 01 des Prés Neufs, le ruisseau des Crouilleres et divers autres petits cours d'eau,.
L'Aube, d'une longueur de 249 km, prend sa source dans la commune d'Auberive et se jette  dans la Seine à Marcilly-sur-Seine, après avoir traversé 82 communes.

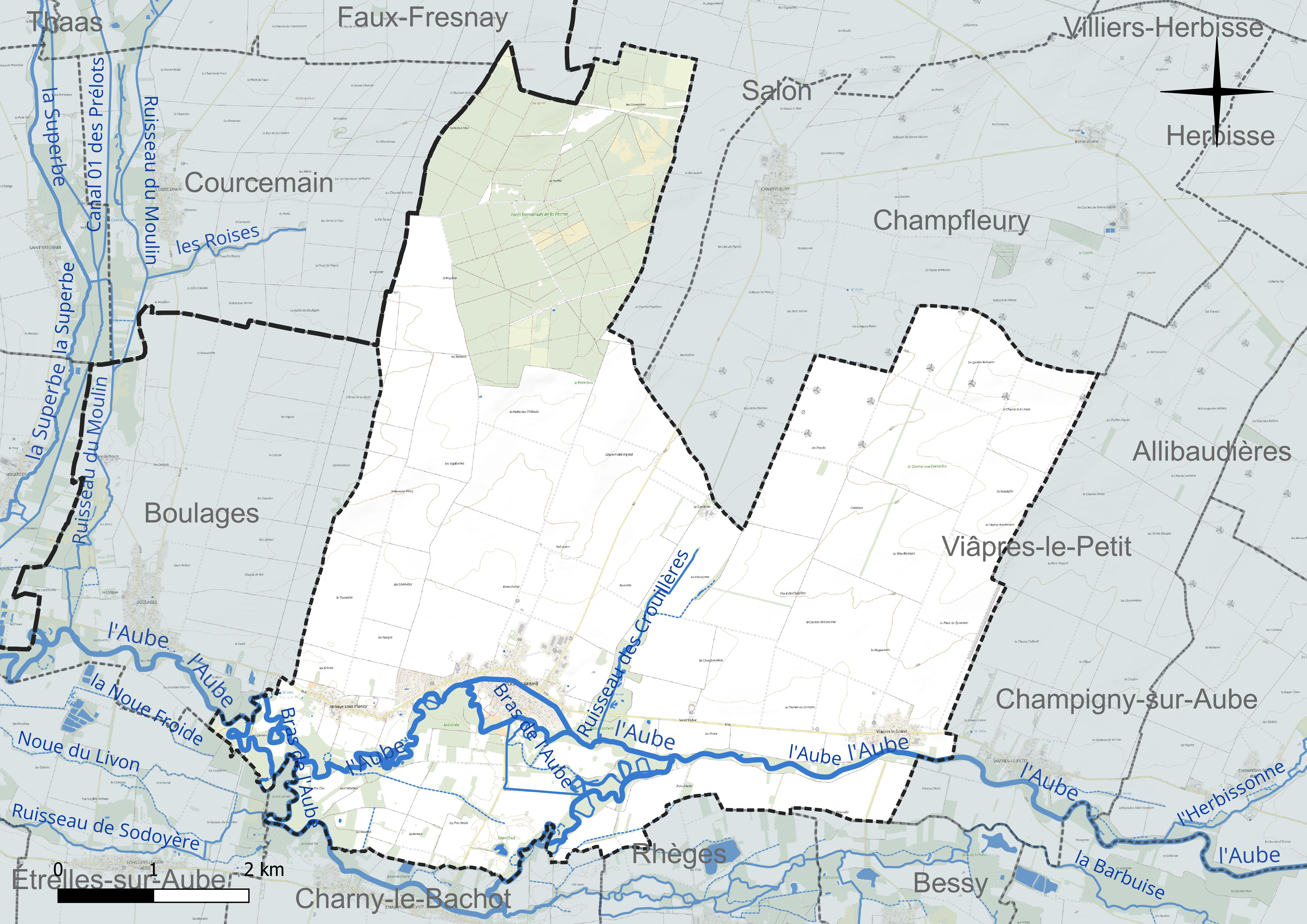
Réseau hydrographique de Plancy-l'Abbaye.

### Climat
Pour des articles plus généraux, voir Climat du Grand Est et Climat de l'Aube.
En 2010, le climat de la commune est de type climat océanique dégradé des plaines du Centre et du Nord, selon une étude du Centre national de la recherche scientifique s'appuyant sur une série de données couvrant la période 1971-2000. En 2020, Météo-France publie une typologie des climats de la France métropolitaine dans laquelle la commune est exposée à un climat océanique altéré et est dans la région climatique Nord-est du bassin Parisien, caractérisée par un ensoleillement médiocre, une pluviométrie moyenne régulièrement répartie au cours de l’année et un hiver froid (3 °C).
Pour la période 1971-2000, la température annuelle moyenne est de 10,5 °C, avec une amplitude thermique annuelle de 16 °C. Le cumul annuel moyen de précipitations est de 677 mm, avec 11,2 jours de précipitations en janvier et 7,5 jours en juillet. Pour la période 1991-2020, la température moyenne annuelle observée sur la station météorologique de Météo-France la plus proche, « Romilly », sur la commune de Romilly-sur-Seine à 19 km à vol d'oiseau, est de 11,2 °C et le cumul annuel moyen de précipitations est de 619,5 mm. 
La température maximale relevée sur cette station est de 42,3 °C, atteinte le 25 juillet 2019 ; la température minimale est de −25,2 °C, atteinte le 6 janvier 1971,,.
Les paramètres climatiques de la commune ont été estimés pour le milieu du siècle (2041-2070) selon différents scénarios d'émission de gaz à effet de serre à partir des nouvelles projections climatiques de référence DRIAS-2020. Ils sont consultables sur un site dédié publié par Météo-France en novembre 2022.

## Urbanisme

### Typologie
Au 1er janvier 2024, Plancy-l'Abbaye est catégorisée commune rurale à habitat dispersé, selon la nouvelle grille communale de densité à 7 niveaux définie par l'Insee en 2022.
Elle est située hors unité urbaine et hors attraction des villes,.

### Occupation des sols
L'occupation des sols de la commune, telle qu'elle ressort de la base de données européenne d’occupation biophysique des sols Corine Land Cover (CLC), est marquée par l'importance des territoires agricoles (74,1 % en 2018), une proportion sensiblement équivalente à celle de 1990 (74,2 %). La répartition détaillée en 2018 est la suivante :
terres arables (68,6 %), milieux à végétation arbustive et/ou herbacée (15,5 %), forêts (7,9 %), prairies (3,7 %), zones urbanisées (2,5 %), zones agricoles hétérogènes (1,8 %). L'évolution de l’occupation des sols de la commune et de ses infrastructures peut être observée sur les différentes représentations cartographiques du territoire : la carte de Cassini (XVIIIe siècle), la carte d'état-major (1820-1866) et les cartes ou photos aériennes de l'IGN pour la période actuelle (1950 à aujourd'hui).

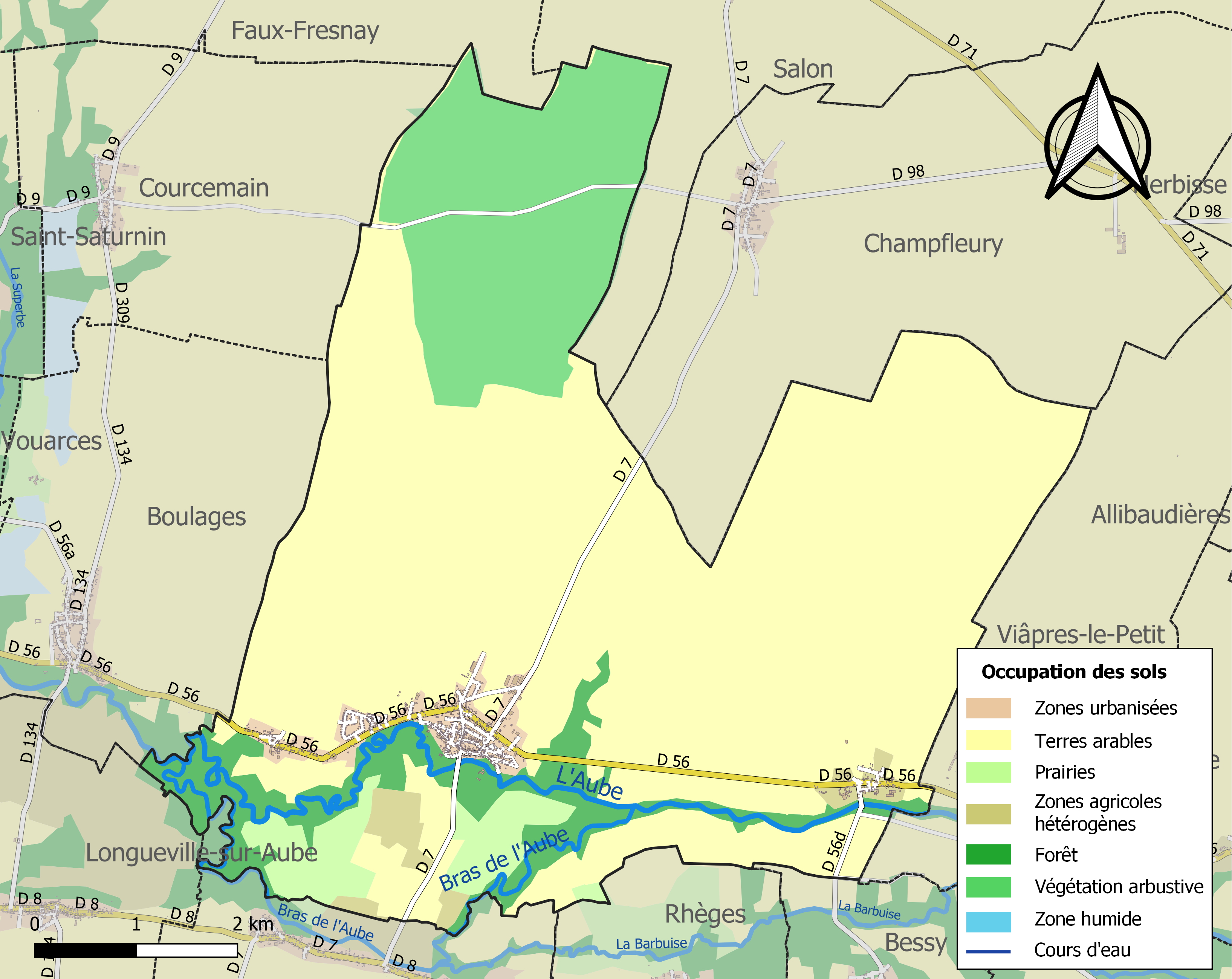
Carte des infrastructures et de l'occupation des sols de la commune en 2018 (CLC).

## Toponymie
- Plancy en 1793 et 1801, Plancy-l'Abbaye en 1969[15].
- Absorbe en 1969, L'Abbaye-sous-Plancy (code INSEE 10001) puis Viâpres-le-Grand en 1972[15].
- À l'origine, un peu à l'écart en aval de la rivière, la zone habitée la plus à l'ouest constituait une commune à elle seule, nommée alors Abbaye-sous-Plancy Viâpres-le-Grand et Saint-Victor ou Vitré furent aussi absorbés. Et c'était à Plancy que se concentrait (et se concentre encore) le gros de l'habitat, à l'endroit où la route D 7 en provenance de Champfleury (au nord) franchit la vallée pour se diriger vers Méry-sur-Seine.
- La première mention est Abbatia sub Planciaco d'où Plancy est issu dans une mention de Henri Ier, vicomte de Troyes, qui fit une donation en 1163.

## Histoire
Plancy avait une maladrerie qui dépendait, au XVIIe siècle de l'hôpital de Méry. Les sœurs oblates de Saint-François de Sales fondèrent, en 1838 une maison à Plancy.
Le village était fortifié, en 1538 un sire de Plancy la décrivait Louis, sire de Plancy ; et parès avons trouvé fossé, muraille, défense, boulevard et se nommoit ville au dit temps et après. Et en 1549 Item j'ai ma ville de Plancy fermée de fossés profonds, murailles, tours, pons levis, defenses, boulevarts comme a ville appartient, à moi appartenant et donne congé a entrer l'eau quand bon me semble. En 1359, la ville est libérée par Henri de Poitiers de la coupe des troupes anglo-navarraises commandées par Eustache D'Abrichecourt.
La ville de Plancy était commerçante, assez pour avoir sa mesure, dès 1232 et avait deux foires, l'une à la Saint-Laurent et une à la Sainte-Madelaine qui était déplacée depuis La Perthe par autorisation de Henri Le Libéral en 1273. Elle avait une halle qui brûla en 1656 et qui était le lieu de justice seigneuriale, mais aussi des tisserands : en 1767 on décomptait quatre fabricants de bas au métier et onze tisserands. Elle avait une synagogue et une école hébraïque au temps d'Henri le Libéral.
En 1789, la commune dépendait de l'intendance de et la généralité de Châlons-sur-Marne, de l'élection de Troyes et du bailliage de Sézanne.

### Le prieuré de Plancy
C'était un prieuré d'hommes fondé en 1080 par Gillette, dame de Plancy qui la confiait à Molesme. Gil donnait des bâtiments et deux moulins situé  ad Ulmos. Ce qui engendrait des variantes sur le noms : Monasterium ad Ulmos, S. Maria ad Ulmos, S. Mariade Abbatia et Abbatia sub Planciaco entre 1146 et 1169.
| Période                                  | Période | Identité              | Étiquette | Qualité |
| ---------------------------------------- | ------- | --------------------- | --------- | ------- |
| Les données manquantes sont à compléter. |         |                       |           |         |
| 1793                                     | 1808    | Basile Hervé          |           |         |
| 1808                                     | 1820    | Charles Lenfant       |           |         |
| 1820                                     | 1824    | CollinHervé Fromental |           |         |
| 1824                                     | 1830    | Jean-Baptiste Fèvre   |           |         |
| 1830                                     | 1843    | Alexandre Bertrand    |           |         |
| 1843                                     |         | Fèvre                 |           |         |

### Viâpre
Citée dès le XIe siècle, Viâpre, aujourd'hui disparue, avait des caves où l'on entrait par un puits. En plus du prieuré, la seigneurie dépendait de la baronnie de Plancy. Agnès et Humbert de Viâpre portaient le nom vers 1230 mais la première mention de biens à Viâpres date de 1273 pour la fratrie Jacquin, Marie et Agnès de Viâpre qui avaient cens et coutumes à Viâpre. Parmi les autres seigneurs, on peut nommer l'abbaye de Toussaints et le prieuré de Gaye.

### Saint-Victor
Aussi relevé, Saint-Vitré était un village à trois kilomètres de Plancy, Saturniacus devait être la retraite du saint éponyme au VIe siècle. En 1076 et en 1089, la dame Gile de Plancy donnait un four à Saint-Victor au prieuré. Au XVIIIe siècle, les habitants nommaient la chapelle : la Pénitence de Saint-Victor. Des fouilles du début du XXe siècle mirent au jour des fondations de bâtiments et un cimetière.
Dans les années 1970, les deux communes "indépendantes" de Plancy et de Abbaye-sous-Plancy fusionnèrent pour constituer une nouvelle entité administrative, Plancy-l'Abbaye.
Forêt domaniale de la Perthe : Elle doit son nom aux deux fermes situées au lieu-dit « la Perthe » et qui, une fois réquisitionnées en 1918, servirent de casernement, puis d'aérodrome militaire. Le terrain de La Perthe fut créé en 1918 pour accueillir le CIACB (Centre d'Entrainement pour l'Aviation de Combat et de Bombardement). Près de 650 hectares situés de chaque côté de la route Courcemain - Champfleury furent ainsi réquisitionnés afin de construire un aérodrome, des casernements et un vaste champ de manœuvre où les pilotes pouvaient s'exercer au tir et au bombardement.
Après la guerre, l'aéronautique militaire décida de conserver ce vaste ensemble. Les procédures d'acquisitions furent lancées en 1922. Les hangars Bessonneau furent remplacés dans les années 1920 par trois hangars métalliques.
Si les casernements et les trois hangars étaient au nord de la route, l'aérodrome proprement dit se situait, lui, au sud. La plateforme doubla sa superficie au milieu des années trente (mais en restant dans les limites du camp) pour dépasser les 100 hectares (1 400 m x 1 000 m). Dans l'entre-deux-guerres, le camp de La Perthe était une annexe de la base aérienne de Romilly-sur-Seine qui y maintenait un détachement de gardiennage. À périodes régulières, les unités de l'aéronautique (puis Armée de l'Air) venaient y effectuer des manœuvres facilitées par la proximité du camp militaire de Mailly. L'école de pilotage de Romilly (perfectionnement des officiers pilotes) l'utilisa comme terrain annexe en 1938-1939. En 1939-1940, La Perthe fut un terrain d'opérations qui vit passer plusieurs unités (GB I/51, GAO 512 et I/514, GB I/15, GC III/2, GC II/1, Centre d'application d'observation aérienne, etc.). Un dépôt de munitions y fut également installé. Les Allemands l'utilisèrent après le débarquement allié en Normandie, pour le stationnement des IV/JG27 et II/JG53. Fortement bombardé en août 1944 par les Américains, les installations n'étaient plus qu'un champ de ruines à la Libération. Les Américains y installèrent alors un dépôt. En 1946, l'aérodrome fut déclassé et le foncier de 650 ha fut remis aux Eaux et Forêts qui le transformèrent en forêt.

## Démographie
L'évolution du nombre d'habitants est connue à travers les recensements de la population effectués dans la commune depuis 1793. Pour les communes de moins de 10 000 habitants, une enquête de recensement portant sur toute la population est réalisée tous les cinq ans, les populations de référence des années intermédiaires étant quant à elles estimées par interpolation ou extrapolation. Pour la commune, le premier recensement exhaustif entrant dans le cadre du nouveau dispositif a été réalisé en 2008.

En 2022, la commune comptait 963 habitants, en évolution de −1,63 % par rapport à 2016 (Aube : +0,7 %, France hors Mayotte : +2,11 %).
| 1793 | 1800 | 1806 | 1821  | 1831  | 1836  | 1841  | 1846  | 1851  |
| ---- | ---- | ---- | ----- | ----- | ----- | ----- | ----- | ----- |
| 870  | 888  | 901  | 1 135 | 1 164 | 1 213 | 1 192 | 1 248 | 1 251 |

| 1856  | 1861  | 1866  | 1872  | 1876  | 1881  | 1886  | 1891  | 1896  |
| ----- | ----- | ----- | ----- | ----- | ----- | ----- | ----- | ----- |
| 1 275 | 1 304 | 1 258 | 1 220 | 1 255 | 1 276 | 1 241 | 1 272 | 1 200 |

| 1901  | 1906  | 1911  | 1921 | 1926 | 1931 | 1936 | 1946 | 1954 |
| ----- | ----- | ----- | ---- | ---- | ---- | ---- | ---- | ---- |
| 1 109 | 1 088 | 1 066 | 887  | 900  | 886  | 814  | 692  | 734  |

| 1962 | 1968 | 1975 | 1982 | 1990 | 1999 | 2006 | 2008 | 2013 |
| ---- | ---- | ---- | ---- | ---- | ---- | ---- | ---- | ---- |
| 697  | 757  | 931  | 964  | 957  | 849  | 922  | 941  | 949  |

| 2018 | 2022 | - | - | - | - | - | - | - |
| ---- | ---- | - | - | - | - | - | - | - |
| 968  | 963  | - | - | - | - | - | - | - |

En 1954, les deux communes n'avaient pas encore fusionné. Plancy comptait alors 734 habitants alors que Abbaye-sous-Plancy n'en dénombrait que 101.

## Économie
- Exploitations agricoles
- Usine Végétable Industrie (groupe Lunor), légumes cuits sous vide.

## Culture locale et patrimoine

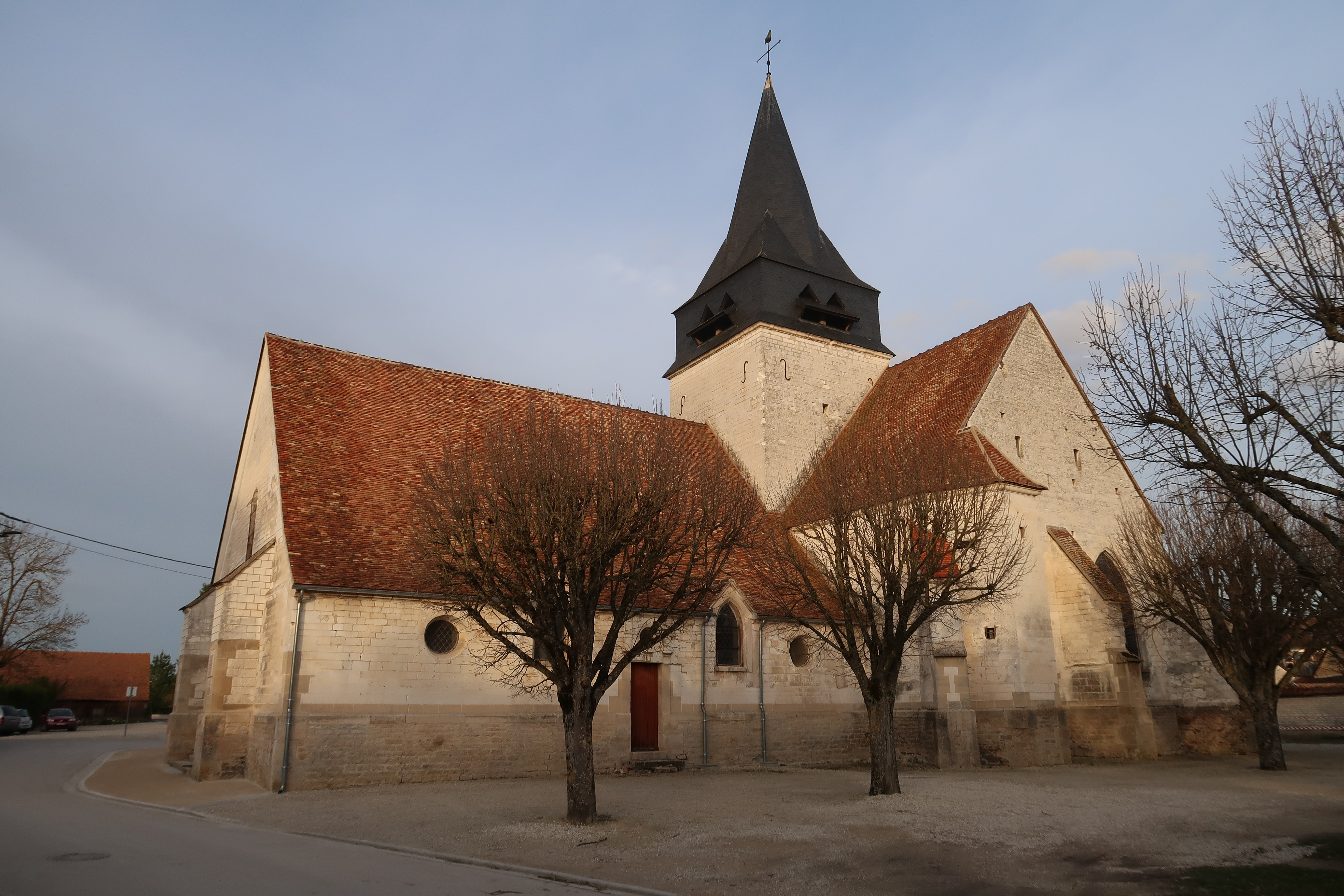
L'église Saint-Julien.

### Lieux et monuments
- Jadis, il y eut là une abbaye fondée par Hodealdis, dame de Plancy. Elle disparut en 1793.
- Plancy fut le siège du château de Plancy, une importante baronnie qui avait collégiale et fortifications.
- L'église de l`Abbaye-sous-Plancy est sous le vocable de Saint-Martin. La nef de l'édifice est d'origine romane mais a été remaniée au XIXe siècle. Les transepts doublés, le chœur et l'abside sont du XVIe siècle[30].
- L'église de Plancy sous le vocable de Saint-Julien-l'Hospitalier, possède une abside et un transept du XVIe siècle. La nef a été édifiée en 1855[30].
- L'église Saint Loup de Sens de Viâpres-le-Grand, XVIe siècle, était le siège d'un prieuré cure qui est attesté depuis le XIe siècle par une donation de l'évêque Philippe de Pont. Elle dépendait de l'abbaye de Toussaint (Châlons-en-Champagne).
- La maison natale du Père Louis Brisson se situe à Plancy en face de l'église.
- Chapelle Saint-Victor de Plancy-l'Abbaye.

### Personnalités liées à la commune
- Jacques Collin de Plancy (1793-1887), écrivain français.
- Laurent Théveny (1845-1927), homme politique né et décédé à Plancy, député de l'Aube de 1910 à 1927.
- Victor Collin de Plancy (Victor Émile Marie Joseph Collin de Plancy) (1853-1922), diplomate français et collectionneur d'art. Premier représentant officiel de la France en Corée, il contribua à faire connaître les créations artistiques de ce pays en France par des dons aux musées français, notamment le Musée Guimet. Une partie importante de sa riche collection personnelle d'ouvrages coréens — et notamment le Jikji, premier livre imprimé au monde avec des caractères mobiles — est conservée à la Bibliothèque nationale de France.
- Arsène Danton (1814-1869), philosophe français y est né.
- Louis Brisson (1817-1908), fondateur des Oblats de Saint François de Sales et Oblates de Saint François de Sales.
- Jean Gicquel (1937), juriste français, professeur émérite de droit public à l'université Paris I Panthéon Sorbonne, spécialiste du droit constitutionnel et ancien membre du Conseil supérieur de la magistrature (CSM).

### Héraldique
|  | Les armes de la ville se blasonnent ainsi : De vair à la bande de gueules. |